# Zatoka Geografa
Zatoka Geografa (ang. Geographe Bay) – zatoka Oceanu Indyjskiego, u południowo-zachodniego wybrzeża Australii, w stanie Australia Zachodnia. Zachodni kraniec zatoki wyznacza przylądek Cape Naturaliste.
Nazwę zatoce nadał francuski odkrywca Nicolas Baudin, który dotarł tu w 1801 roku. Upamiętnia ona okręt Baudina – korwetę „Géographe”.